# Orthotrichia bencana
Orthotrichia bencana är en nattsländeart som beskrevs av Olah 1989. Orthotrichia bencana ingår i släktet Orthotrichia och familjen smånattsländor. Inga underarter finns listade i Catalogue of Life.